# Aulaque
El río Aulaque es un río de España, afluente por la margen derecha del río Adaja, que nace en el Alto del Puerto de Menga, y atraviesa de sur a norte los términos municipales de Mengamuñoz, Narros del Puerto y Blacha. Tiene una longitud de 14 km y drena una cuenca de 33,5 km².
Su principal afluente es el arroyo de la Gargantilla (o del Medradero), que nace en el paraje conocido como Fuentes Mellizas, en las proximidades del alto de Majalpino (o Majalespino en la cartografía oficial)(1.924 m), en la zona de los Baldíos de Ávila, Sierra de la Paramera. 
El tramo del río Aulaque comprendido entre el límite sur del término municipal de Narros del Puerto hasta su desembocadura en el río Adaja, está incluido en el LIC Riberas del río Adaja y afluentes, de la red Natura 2000. 
Respecto a su topónimo, se ha respetado el más antiguo registrado documentalmente, río Aulaque, que aparece así reflejado en las reseñas de las localidades de Mengamuñoz y Narros del Puerto del Diccionario Madoz de mediados del siglo XIX, o en el Informe sobre el descubrimiento del Castro de Ulaca (Solosancho), de fecha 25 de octubre de 1896 (Biblioteca Cervantes Virtual). En la cartografía moderna, este río aparece referido indistintamente como Ulaque (SGE, 1993) o Ullaque (SGE, 1992)(IGN, 1999), si bien Ulaque es el nombre común por el que se conoce a este río entre los habitantes de la zona.